# Listopad 2010

## 30 listopada
- W wieku 58 lat zmarła Gabriela Kownacka, polska aktorka.[1]

## 29 listopada
- W wieku 87 lat zmarł reżyser Irvin Kershner.[2]
- W wieku 90 lat zmarła Irena Anders, aktorka, działaczka polonijna w Wielkiej Brytanii druga żona gen. Władysława Andersa.[3]

## 28 listopada
- W wieku 84 lat zmarł Leslie Nielsen, kanadyjski aktor.[4][5]

## 25 listopada
- Ogłoszono odkrycie pierwszej pozaziemskiej atmosfery tlenowej na księżycu Saturna Rea[6]

## 24 listopada
- Druga eksplozja w nowozelandzkiej kopalni Pike River spowodowała, że 29 górników uwięzionych tam od 19 listopada zostało uznanych za zmarłych.[7]

## 23 listopada
- Artyleria Korei Północnej ostrzelała południowokoreańską wyspę Yeonpyeong.[8]

## 21 listopada
- W Polsce odbyła się I tura wyborów samorządowych.[9]
- W Burkinie Faso przeprowadzone zostały wybory prezydenckie.[10]

## 20 listopada
- Kazimierz Nycz wraz z 23 innymi duchownymi został mianowany kardynałem[11]

## 19 listopada
- W Lizbonie rozpoczął się szczyt NATO.[12]

## 17 listopada
- Na Madagaskarze odbyło się referendum konstytucyjne, w czasie którego przejęcie władzy w państwie ogłosiła grupa wojskowych.[13]
- Naukowcom pracującym w laboratorium CERN po raz pierwszy udało się schwytać sztucznie wytworzone cząstki antywodoru.[14]

## 15 listopada
- Komitet polityczny Prawa i Sprawiedliwości oficjalnie zatwierdził przyjęcie w skład partii posłów Wojciecha Szczęsnego Zarzyckiego i Krzysztofa Tołwińskego; senatorów Lucjana Cichosza i Grzegorza Wojciechowskiego, eurodeputowanego Janusza Wojciechowskiego oraz Bogdana Pęka.[15]
- Amerykańscy naukowcy ogłosili odkrycie najmłodszej znanej czarnej dziury, która powstała po wybuchu supernowej SN 1979C.[16]

## 14 listopada
- Sebastian Vettel w wieku 23 lat i 134 dni został najmłodszym mistrzem świata w historii Formuły 1.[17]

## 10 listopada
- Prezydent Polski Bronisław Komorowski odznaczył Orderami Orła Białego: Jana Krzysztofa Bieleckiego, Aleksandra Halla, Adama Michnika i Alojzego Orszulika.[18]
- Polskie florecistki w składzie Sylwia Gruchała, Anna Rybicka, Karolina Chlewińska i Katarzyna Kryczało zdobyły srebrny medal mistrzostw świata w szermierce rozgrywanych w paryskiej Grand Palais.[19]

## 9 listopada
- Ogłoszono odkrycie pierwszego brązowego karła w ramach programu WISE, jest nim WISEPC J045853.90+643451.9.[20]
- W Jordanii odbyły się wybory parlamentarne.[21]

## 7 listopada
- Papież Benedykt XVI konsekrował i podniósł do godności bazyliki mniejszej zaprojektowany przez Antoniego Gaudiego barceloński kościół Sagrada Família. W uroczystej mszy uczestniczył król Jan Karol I i królowa Zofia.[22]
- W wyborach parlamentarnych w Azerbejdżanie wygrała rządząca partia prezydenta Ilhama Alijewa.[23]
- Na Komorach odbyła się I tura wyborów prezydenckich.[24]
- W Gwinei odbyła się II tura wyborów prezydenckich, w której zwyciężył Alpha Condé[25].

## 5 listopada
- Komitet polityczny PiS usunął z partii posłanki Joannę Kluzik-Rostkowską i Elżbietę Jakubiak.[26]
- W zamachu bombowym w pakistańskim meczecie w Darra Adam Khel zginęło 67 osób.[27]
- Uroczyście otwarto pierwszą część Centrum Nauki Kopernik w Warszawie, z tej okazji przedstawiono widowisko „Wielki Wybuch”.[28]

## 2 listopada
- W USA odbyły się częściowe wybory do Kongresu. Wybrany został cały skład Izby Reprezentantów i jedna trzecia Senatu. Wybierano 37 senatorów i gubernatorów; w szeregu miast wybierano także burmistrza.[29]

## 1 listopada
- Zaostrzył się konflikt graniczny pomiędzy Nikaraguą, a Kostaryką po wkroczeniu sił nikaraguańskich na terytorium wyspy Calero.[30]